# 纳赤台遗址
纳赤台遗址，位于中国青海省格尔木市纳赤台地区，为第八批青海省文物保护单位，公布日期为2008年4月10日，类型为古遗址。
纳赤台遗址的历史年代为新石器时代。